# Double Vision (canción de 3OH!3)
«Double Vision» es una canción de  3OH!3 de su álbum Streets of Gold. La canción, fue lanzada como  tercer sencillo promocional como parte de "Countdown to Streets of Gold", también sirvió como segundo sencillo del álbum.
La canción fue incluida en 1's B Playlist en  Reino Unido. El remix  official aparece el rapero Wiz Khalifa. Una versión Simlish de esta canción también aparece en la banda sonora del videojuego The Sims 3:  Late Night video game expansion pack.

## Video musical
El video musical fue dirigido por Evan Bernard.  Este fue lanzado al mediodía GMT en  Reino Unido y ya estaba disponible a nivel mundial para el mediodía EST el 20 de agosto de ese año.

## Remixes
Sidney Samson Remix

## Listas
"Double Vision" debutó y alcanzó el puesto número 89 en el Billboard Hot 100 como sencillo promocional. Volvió a ingresar en el puesto número 87 como sencillo oficial. A pesar de recibir la colocación en la BBC Radio 1's B Playlist, "Double Vision" sólo logró llegar al número 133 en la lista de singles del Reino Unido después de su lanzamiento.
| Lista(2010)                    | Puesto más alto |
| ------------------------------ | --------------- |
| Canadian Hot 100               | 49              |
| Reino Unido (UK Singles Chart) | 133             |
| US Billboard Hot 100           | 87              |
| US Billboard Pop Songs         | 37              |